# Делиян Маринов
Делиян Маринов е български публицист, поет и писател на произведения в жанра фентъзи, хорър, магически реализъм, и др. Автор на ревюта за кино, театър, музика и литература и статии на социална тематика.

## Биография и творчество
Маринов е роден на 28 април 1992 г. в Севлиево, но прекарва детството си в малкото планинско градче Етрополе. Запалва се по фентъзи жанра след като прочита романа „Орки“ на Стен Никълс, и сам решава да стане писател. Първите му опити докато е в гимназията са неуспешни, но упорито преследва мечтата си. От 13-годишен се занимава с политика и участва в дейността на клуб „Дебат“ в Дряново. Труди се от 14-годишен, като първата му работа е товарач на бали със сено.
В периода 2011 – 2015 г. живее във Велико Търново и учи политология във Великотърновския университет „Св. св. Кирил и Методий“ и работи като складов работник в завод за найлонови торбички. В свободното си време продължава да пише.
През 2012 г. участва в академичния форум за обществени науки, провеждан от УНСС, с публикацията „Социалната срещу либералната държава: Здравеопазването и образованието като човешки капитал“. В същия форум, заедно с колегата си Денис Симеонов, печелят награда за „Академичен екип“. 
Първият му роман „Пътуване през спомени: Последното измерение“ от едноименната поредица е публикуван през 2013 г.
През следващата година, Делиян реализира и „Пътуване през спомени“ част 2. 
В края на 2014 г., разказът му „Балканът, който все още има сърце“ печели поощрителна награда от конкурса „На шефа с любов“ и е публикуван в едноименния сборник на издателска къща „Президент“. 
През 2015 г. завършва бакалавърска степен и окончателно напуска фабриката. Същата година печели специална награда от scifi.bg за разказа си „Изборът“, участвал в конкурса „Копнеж за растящо човешко творчество“ на Човешката библиотека. Друго постижение в разказа му „Самотата на вятъра“, която печели 3-то място в IX издание на Националния конкурс „Яна Язова“, организиран в гр. Лом през 2015 г.
Лятото на 2015 г. Делиян се мести във Варна, където започва работа в супермаркет, като паралелно с това пише статии за интернет медията „Под Моста“ (www.podmosta.bg). Материалите му засягат различни аспекти на социалния живот: наболели световни проблеми; ревюта на известни български и световни романи; интервюта с издатели, автори и музиканти.
Есента, заедно със своята колежка Силвия Петрова, повеждат „Походът на българското епично фентъзи“, чиято настояща и бъдеща мисия, е да организира серия представяния, в различни градове на страната, заедно с други автори, за да може българското фентъзи да се утвърди още повече в литературните среди в България. Първото събитие от мероприятието бива проведено в книжарница „Хеликон“ – Витоша, гр. София, събира близо петдесет души, сред които и утвърдени в жанра автори. 
През месец октомври 2015 г. участва доброволно в предизборен PR екип, като негова се пада ролята да подготвя и пише речи, статии към различни медии и рекламни материали. Участието му е напълно безкористно – с цел добиване на опит, както по специалността, така и в писането.
Началото на 2016 г. става член на клуба за хорър автори „Lazarus“. В края на март същата година, излиза сборникът на национален клуб за фентъзи и фантастика „Цитаделата“ – „Мечове в космоса“, в който участва с разказа си „Новооткрита раса“.
Същият месец, получава и грамота-сертификат за финалист, в конкурса на Българско либертарианско общество за есе на тема „Цената на безплатния обяд в социалната държава“.
През 2016 година, излиза сборникът с хорър разкази „Писъци“, с който Делиян участва с произведението си „Саможертвата на твореца“. Същата година излиза разказът му „Под корените на живота“ в сборника „Детство“. През август е публикуван сборника му „Последните българи“. Сборникът, включва 12 разказа на остра социална тематика, с фолклор, ужаси и апокалиптична атмосфера, така характерна за умиращите български села, които са в центъра на произведението.
Август месец създава инициативата „Походът на българската ъндърграунд литература“, в рамките на които по време на „МОГА ФЕСТ“ Етрополе, организира щанд за съвременна българска остросюжетна литература.

Друга инициатива на Делиян Маринов е "Книги за всички", чрез която огромен брой произведения на български автори, които не се предлагат в книжарници, биват дарени на библиотеки във всички области на страната, включително и по селски библиотеки и читалища. 
Към момента пише под псевдоним в протест срещу масовата комерсиализация на родната литература и работи като държавен служител към административна структура. 

## Произведения

### Пътуване през спомени“
1. Пътуване през спомени, Част 1 (2013), изд. къща „Весела Люцканова“
2. Пътуване през спомени, Част 2 (2014), изд. къща 'Весела Люцканова"
3. Убиец на Герои, изд. къща Монт.

Истории от Варела - документален роман, написан след редица теренни проучвания върху животът на клошарите и бездомниците. Издателство ИВИПЕТ. 

### Сборници
- Последните българи (2016), изд. къща „Гаяна“

### Разкази
- Балканът, който все още имаше сърце (2014)
- Хайка за дракон (2015)
- Изборът (2015)[2]
- Тайният романс[3]
- Самотата на вятъра (2016)
- Саможертвата на твореца (2016)
- Новооткрита раса (2016)
- Под дървото на живота (2016)
- Последният нестинар (2016)

Всички творби могат да бъдат намерени за свободно четене в родният портал Читанка. 